# C20orf27
C20orf27‏ (Chromosome 20 open reading frame 27) هوَ بروتين يُشَفر بواسطة جين C20orf27 في الإنسان.